# M1903 Springfield
O M1903 Springfield , oficialmente United States Rifle, Caliber .30-06, Model 1903 (Fuzil dos Estados Unidos, Calibre .30-06, Modelo 1903), é um fuzil de ação por ferrolho americano que possui um carregador fixo interno que é alimentado por um pente de 5 munições. Foi usado principalmente durante a primeira metade do século XX.
O M1903 foi usado pela primeira vez em combate durante a Guerra Filipino-Americana,  e foi oficialmente adotado pelos Estados Unidos como o rifle de infantaria padrão em 19 de junho de 1903, onde prestou serviço na Primeira Guerra Mundial , e foi substituído por o M1 Garand semiautomático de disparo mais rápido a partir de 1936. No entanto, o M1903 permaneceu em serviço como um rifle de infantaria padrão durante a Segunda Guerra Mundial , desde que os EUA entraram na guerra sem rifles M1 suficientes para armar todas as tropas. Ele também permaneceu em serviço como rifle de precisão durante a Segunda Guerra Mundial, a Guerra da Coréia e a Guerra do Vietnã. Permanece popular como arma de fogo civil, peça histórica de colecionador, rifle de tiro competitivo e rifle de treinamento militar.

## Visão geral
O nome Springfield vem do fato de que os seus antecessores da Guerra Civil Americana (1861-1865) foram criados na cidade de Springfield. Uma cópia fiel do fuzil Mauser, utilizava-se de um ferrolho giratório manual e com a alça curva, e calçava o cartucho .30-06 americano. O diâmetro do anel receptor dianteiro do M1903 é de 1,305 pol. (33,15 mm), ligeiramente acima do diâmetro do anel de 33 mm (1,30 pol.) Dos modelos Mauser de "anel estreito" mais antigo e menor do que o do "anel largo" 35,8 mm (1,41 pol.) Gewehr 98 Os militares dos EUA licenciaram muitas das patentes da Mauser Company e de outras patentes alemãs, incluindo a bala Spitzer, mais tarde modificada para Springfield .30-06.
Na Segunda Guerra Mundial, serviu aos EUA como arma de precisão pelos franco-atiradores americanos. Sua eficácia era indiscutível, tanto que a FEB, durante a campanha na Itália, equipou todos os soldados com o Springfield, à exceção dos sargentos, que eram equipados com o M1 Garand.
Apesar da sua idade, esta arma foi amplamente utilizada pelas tropas americanas junto com o M1 Garand, o Fuzil Automático Johnson e a Carabina M1, durante a Segunda Guerra Mundial.
Também muito utilizado nas campanhas no pacífico, o springfield foi um dos mais precisos para sua época.